# 过雪山草地
《过雪山草地》，《长征组曲》第5曲，肖华作词。《长征组歌》谱曲有两套，即当时解放军总政治部文工团的时乐蒙等人创作的“总政版”，一套是当时解放军北京军区战友文工团的唐诃等人创作的“战友版”。
由时乐蒙作曲的该歌的“总政版”在1964年的大型音乐舞蹈史诗《东方红》为混声合唱，位于第三场《万水千山》 。
2009年中宣部、中央文明办等10部委推荐的100首爱国歌曲中为该曲的“战友版”，是由晨耕、生茂、唐诃、遇秋作曲的，创作于1965年。
1964年4月，萧华患肝炎到杭州疗养期间创作了《长征组歌》的初稿，歌词于1964年11月中旬基本定稿。